# Gariwerdeus ingletonensis
Gariwerdeus ingletonensis är en kräftdjursart som beskrevs av Wilson och Keabe 2002C. Gariwerdeus ingletonensis ingår i släktet Gariwerdeus och familjen Phreatoicidae. Inga underarter finns listade i Catalogue of Life.